# Philippe Torreton
Philippe Torreton est un comédien français né le 13 octobre 1965 à Rouen.
Engagé à gauche dans la vie publique et en politique, militant, il est ancien conseiller de Paris, élu dans le 9e arrondissement de la capitale.
Écrivain, son roman Mémé paru en 2014 dans lequel il rend hommage à Denise Porte, sa grand-mère maternelle, a rencontré un grand succès. Son nouveau roman, Un coeur outragé, évoque le monde du cinéma français.

## Biographie

### Jeunesse
Philippe Torreton est le fils de Jacques Torreton, employé de station-service, et de Claudine Lehoc, institutrice et militante syndicale. Philippe Torreton grandit dans la banlieue de Rouen et a deux frères portés à cette époque sur le football. Élève à l'école Maryse-Bastié puis au collège Édouard-Branly de Grand-Quevilly et au lycée les Bruyères à Sotteville-lès-Rouen, il s'y découvre un certain amour pour le théâtre qu'il ne cessera de développer, grâce à des professeurs. Il cite souvent son professeur de français, Gérald Désir, qui encourage ses premiers pas dans le club de théâtre dans la salle polyvalente du collège Édouard-Branly, où sa mère l'avait inscrit à un stage d’initiation.
Élève en 1987 du Conservatoire national supérieur d'art dramatique, il fréquente les classes de Madeleine Marion, Catherine Hiegel et Daniel Mesguich ; il y revient pour enseigner à partir d'octobre 2008.

### Vie professionnelle

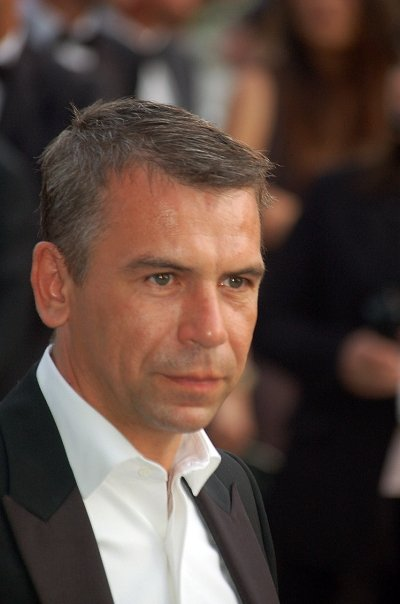
Philippe Torreton au Festival de Cannes 2007.

Philippe Torreton entre en 1990 à la Comédie-Française comme pensionnaire. Il en devient le 489e sociétaire en 1994.
Après des rôles parmi les plus prestigieux comme Scapin, Lorenzaccio, Hamlet, Henry V, Tartuffe ou George Dandin, il quitte la Comédie-Française en 1999.
Distingué en 1996 par le prix Gérard-Philipe de la ville de Paris, il interprète le rôle-titre du film Capitaine Conan de Bertrand Tavernier évoquant un épisode peu connu de la Première Guerre mondiale qui se passe en 1919. Son jeu dans ce rôle lui vaut le César du meilleur acteur en 1997. C'est lors de la représentation du Malade imaginaire en 1991, que Bertrand Tavernier l'avait repéré, lui proposant le rôle d'Antoine dans L.627, sorti en 1992.
Acteur engagé à gauche, il interprète en 1999, toujours pour Tavernier, le rôle d’un directeur d’école maternelle confronté à la misère sociale dans Ça commence aujourd'hui.
Au théâtre, il interprète, entre autres, en 2000, On ne refait pas l’avenir d’Anne-Marie Étienne, son épouse, et continue à tourner régulièrement : en 2001, il donne la réplique à Charlotte Gainsbourg dans Félix et Lola de Patrice Leconte, en 2002 il est Monsieur N. pour Antoine de Caunes, en 2004, il est face à Grégori Dérangère dans L'Équipier de Philippe Lioret, en 2005, il apparaît dans Les Chevaliers du ciel de Gérard Pirès. Il est nommé pour le César du meilleur acteur cette même année.
En 2005, il est Robert III d’Artois, dans la série diffusée sur France 2, Les Rois maudits, puis on le voit dans La vie sera belle en 2007. Entretemps, il est M. Seurel dans Le Grand Meaulnes et Charles dans Ulzhan de Volker Schlöndorff. 
Torreton est en tournée durant la saison 2005-2006 dans le rôle de Richard III, dans la pièce du même nom de William Shakespeare, dans une mise en scène de Philippe Calvario. Il se lance à son tour dans la mise en scène en 2007, montant et interprétant Dom Juan de Molière.
En 2006-2007, Antoine Benoit tourne Au cœur de l'acteur (sorti en 2008), un film documentaire dans lequel il suit Philippe Torreton dans son travail de comédien dans la pièce d'Alexandre Griboeidov Du Malheur d'avoir de l'esprit, créée en mars 2007 au Théâtre national de Chaillot. Le film met en avant l'engagement de l'acteur sur scène et son engagement politique, entraînant aussi dans la campagne présidentielle à laquelle Philippe Torreton participa activement.
En 2010, il joue dans Un pied dans le crime de Labiche, dans une mise en scène de Jean-Louis Benoît puis en 2011 dans Hamlet, mis en scène par Jean-Luc Revol.
Durant les saisons 2012-2014, il tient le rôle-titre dans Cyrano de Bergerac d'Edmond Rostand, mis en scène par Dominique Pitoiset. Il obtient le Molière du meilleur comédien dans le théâtre subventionné pour ce rôle en 2014.
Il tourne Présumé coupable de Vincent Garenq et est nommé pour le César du meilleur acteur en 2012.
Le 10 avril 2020, la vénération de la couronne d’épines du Christ a lieu dans la cathédrale Notre Dame de Paris alors que le toit de celle-ci a été dévasté par un incendie l'année précédente. Philippe Torreton y lit des textes de Paul Claudel – dans la cathédrale fermée au public en raison des risques (chutes de pierres, contamination au plomb, pandémie), à ciel ouvert – aux côtés de l'archevêque de Paris, Michel Aupetit, ainsi que de Renaud Capuçon et de Judith Chemla,
Le 29 janvier 2021, il est l’un des nombreux intervenants du documentaire De L’Ombre à la lumière, réalisé par Carine Loubeau et diffusé sur la chaine locale TL7,,.

### Engagement politique

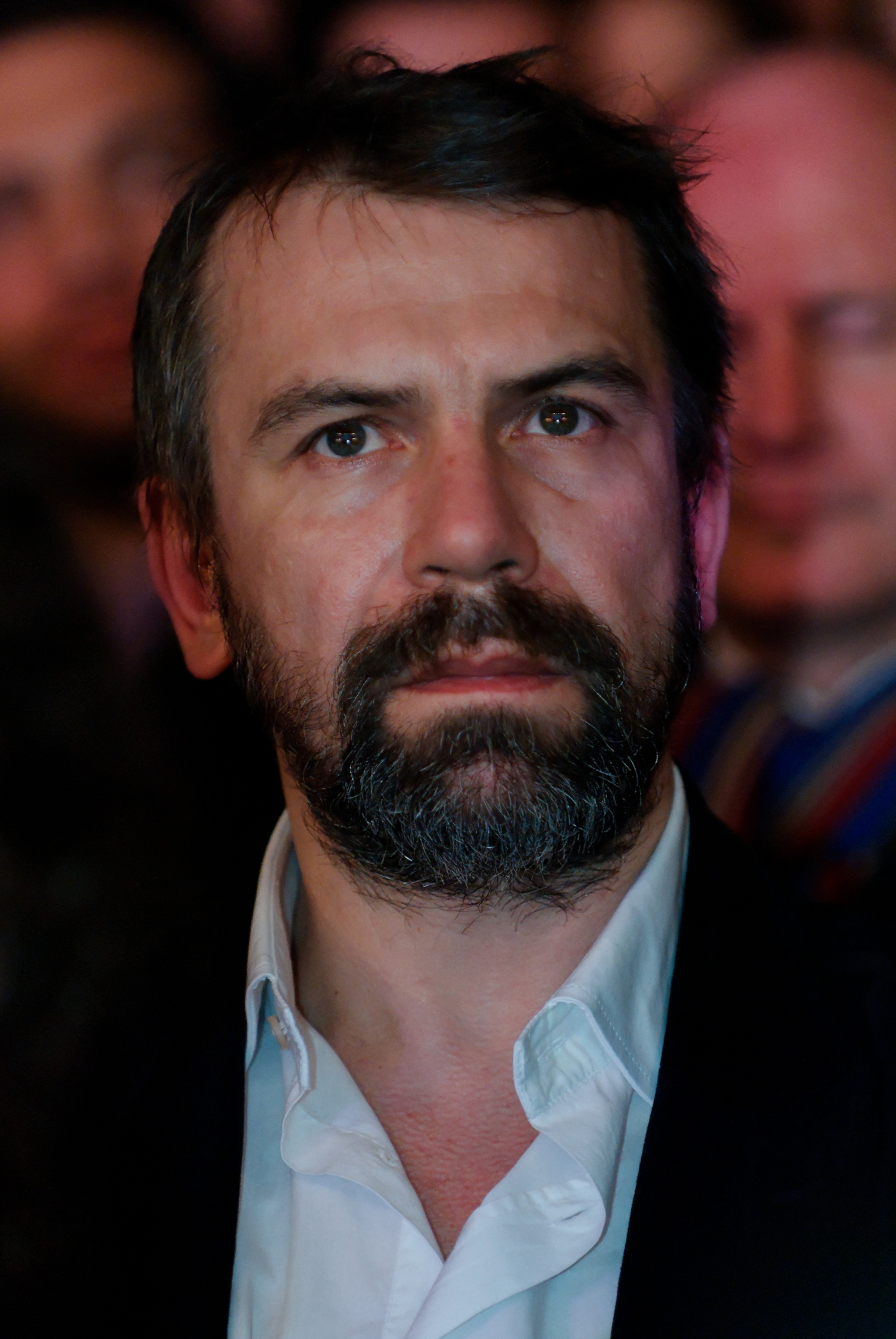
Philippe Torreton lors d'un meeting pour Bertrand Delanoë en 2008.

Lors de l'élection présidentielle française de 2002, Philippe Torreton soutient la candidature de Noël Mamère. En 2005, il fait campagne en faveur du « oui » au référendum pour une Constitution européenne.
Lors de l'élection présidentielle de 2007, Philippe Torreton soutient Ségolène Royal et s'est exprimé lors d'une réunion de la candidate au Bataclan (Paris 11e) le 20 février 2007.
Il s'engage avec Bertrand Delanoë pour les élections municipales de 2008 à Paris en tant que candidat dans le 9e arrondissement et est élu conseiller de Paris. Il est également conseiller d'arrondissement, délégué à la citoyenneté, à la lutte contre les discriminations et aux évènements artistiques auprès du maire du 9e. Il est au Conseil de Paris en 2010 le deuxième élu le plus absent, après la ministre Christine Lagarde et devant l'autre membre du gouvernement, Pierre Lellouche, et le premier parmi les élus de la majorité socialiste. Il démissionne de son mandat au Conseil de Paris en novembre 2010.
Il soutient François Hollande, le candidat du parti socialiste à l'élection présidentielle de 2012.
Le 17 décembre 2012, il publie dans Libération une lettre ouverte s'adressant à Gérard Depardieu, critiquant son exil fiscal : « Alors Gérard, t’as les boules ? », qui provoque de fortes réactions dans le milieu artistique. L'actrice Catherine Deneuve publie quelques jours plus tard, toujours dans Libération, une réponse, où elle fait part de sa « colère », en réaction au jugement de Torreton, Fabrice Luchini ironise en commentant que « ceux qui jugent Depardieu, surtout s'ils sont acteurs, […] devraient juger aussi leur filmographie ». 
Depuis, il ne fait que de courtes apparitions dans les films. Il évoque même en 2024 le boycott de l'univers du cinéma à son encontre, pendant plusieurs années à la suite de cette tribune.
En janvier 2016, il participe à un collectif de personnalités favorables à la primaire des socialistes et des écologistes.
Il soutient Yannick Jadot pour la primaire de l'écologie de 2016.
Dans l'entre-deux-tours de l'élection présidentielle de 2017 qui oppose Marine Le Pen à Emmanuel Macron, il appelle à faire barrage à la candidate du Rassemblement national.

## Vie privée
Philippe Torreton a été le compagnon de la journaliste française Claire Chazal entre 2003 et 2007.
Il a deux enfants, Louis et Marie, de son mariage avec la réalisatrice Anne-Marie Étienne.
Il se marie le 20 juin 2008 avec la journaliste Elsa Boublil avec qui il a deux autres enfants, Jeanne et Simon, nés respectivement en 2008 et 2011.

## Filmographie

### Cinéma
- 1990 : Dernier Regard court métrage de Philippe Condroyer
- 1991 : La Neige et le Feu de Claude Pinoteau
- 1992 : L.627 de Bertrand Tavernier : Antoine
- 1993 : Une nouvelle vie d'Olivier Assayas : Fred
- 1994 : L'Ange noir de Jean-Claude Brisseau : Christophe
- 1994 : Oublie-moi de Noémie Lvovsky : Fabrice
- 1995 : L'Appât de Bertrand Tavernier : le chef de la police
- 1996 : Le Bel Été 1914 de Christian de Chalonge : Ernest Pailleron
- 1996 : Capitaine Conan de Bertrand Tavernier : Capitaine Conan
- 1998 : Ça commence aujourd'hui de Bertrand Tavernier : Daniel Lefebvre
- 2000 : Tôt ou tard d'Anne-Marie Étienne : Éric
- 2000 : Félix et Lola de Patrice Leconte : Félix
- 2001 : Les Trois Théâtres court métrage d'Emmanuel Bourdieu
- 2001 : Vertiges de l'amour de Laurent Chouchan : Vincent
- 2002 : Monsieur N. d'Antoine de Caunes : Napoléon Bonaparte
- 2003 : Corps à corps de François Hanss : Marco Tisserand
- 2003 : Dear Hunter court métrage de Franck Saint-Cast : Grüber
- 2004 : L'Équipier de Philippe Lioret : Yvon Le Guen
- 2005 : Les Chevaliers du ciel de Gérard Pirès : Bertrand
- 2005 : Le Grand Meaulnes de Jean-Daniel Verhaeghe : M. Seurel
- 2006 : Jean de la Fontaine, le défi de Daniel Vigne : Jean-Baptiste Colbert
- 2008 : Ulzhan de Volker Schlöndorff : Charles
- 2008 : Au cœur de l'acteur, documentaire d'Antoine Benoit : lui-même
- 2009 : Banlieue 13 : Ultimatum de Patrick Alessandrin : Le président
- 2011 : Présumé Coupable de Vincent Garenq : Alain Marécaux
- 2011 : L'Ordre et la Morale de Mathieu Kassovitz : Christian Prouteau
- 2011 : L'Art d'aimer d'Emmanuel Mouret : Voix du narrateur
- 2012 : Tous cobayes ? de Jean-Paul Jaud : narrateur
- 2013 : L'Écume des jours de Michel Gondry : Jean-Sol Partre
- 2014 : La Pièce manquante de Nicolas Birkenstock : André Mouton
- 2016 : Les Enfants de la chance de Malik Chibane : docteur Daviel
- 2018 : Les Bonnes Intentions de Gilles Legrand : lui-même
- 2019 : Trois Jours et une vie de Nicolas Boukhrief : Docteur Dieulafoy
- 2019 : Je ne rêve que de vous de Laurent Heynemann : Pierre Laval[28]
- 2021 : Simone, le voyage du siècle d'Olivier Dahan : André Perdriau
- 2023 : Gueules noires de Mathieu Turi : Fouassier
- 2024 : La Promesse verte d'Édouard Bergeon : Manzon
- 2024 : Le Choix du pianiste de Jacques Otmezguine : le père de François
- 2025 : L'Affaire de l'esclave Furcy d'Abd al Malik : Aimé Bougevin

### Télévision
- 1993 : Paroles d'acteurs de la Comédie-Française (documentaire) de Claude Mouriéras
- 1993 : Un pull par-dessus l'autre de Caroline Huppert, Le père d'Emilie
- 2004 : Homo sapiens (documentaire) de Jacques Malaterre, commentaire
- 2005 : Jaurès, naissance d'un géant de Jean-Daniel Verhaeghe, Jean Jaurès
- 2005 : Une famille dans la tourmente (documentaire) de Christophe Janin, voix off
- 2005 : Les Rois maudits de Josée Dayan, Robert d'Artois
- 2006 : Chez Maupassant : Deux amis de Gérard Jourd'hui, Morissot
- 2007 : La vie sera belle d'Edwin Baily, Raymond Bourcier
- 2007 : The War (documentaire) de Ken Burns, narrateur
- 2008 : La Reine et le Cardinal de Marc Rivière, Mazarin
- 2010 : Le Temps de cerveau disponible (documentaire) de Jean-Robert Viallet, narrateur
- 2010 : Contes et nouvelles du XIXe siècle : On purge bébé de Gérard Jourd'hui, Bastien Follavoine
- 2010 : Tempêtes de Dominique Baron, Marc Rivière et Michel Sibra, Patrick Cloaguen
- 2012 : Une autre histoire de l'Amérique (The Untold History of the United States) (documentaire) d'Oliver Stone, narrateur version française
- 2012 : Titanic, la véritable histoire (documentaire), narrateur
- 2013 : Crime d'état de Pierre Aknine, Henri Tournet
- 2014 : Intime conviction de Rémy Burkel, Paul Villiers[29]
- 2014 : Été 44 (documentaire) de Patrick Rotman, narrateur
- 2014 : Qui a tué Jaurès ? (docufiction) de Philippe Tourancheau, Jean Jaurès
- 2014-2015 : Frères d'armes, série télévisée historique de Rachid Bouchareb et Pascal Blanchard, présentation de Raphaël Élizé
- 2015 : Stalingrad (documentaire) de Pascale Lamche et Daniel Khamdamov, narrateur
- 2015 : Flic tout simplement d'Yves Rénier : Commandant Cardella
- 2017 : 1917, il était une fois la révolution (documentaire) de Bernard George, narrateur
- 2017 : Mystère au Louvre de Léa Fazer : Thenard
- 2018 : Mélancolie ouvrière de Gérard Mordillat : Auda
- 2019 : Infidèle de Didier Le Pêcheur : Rodolphe
- 2021 : De L'ombre à la lumière de Carine Loubeau : Lui-même (documentaire)
- 2021 : La Traque d'Yves Rénier : Michel Fourniret
- 2021 : France, le fabuleux voyage (documentaire) de Michael Pitiot : voix off
- 2022 : Et la montagne fleurira d'Éléonore Faucher : Sosthène
- 2022 : Les Enfants des justes de Fabien Onteniente : Docteur Dujarric
- 2024 : En haute mer de Denis Rabaglia : Paul Markovic
- 2025 : La Rebelle : Les Aventures de la jeune George Sand de Rodolphe Tissot : Bertrand Renault

### Clip
- 2008 : Vidéo-clip de la chanson Repenti de Renan Luce

### Captation de pièces
- 1992 : Le Médecin malgré lui de Molière, mise en scène Dario Fo, Comédie-Française, Perrin et Lucas
- 1992 : Le Médecin volant de Molière, mise en scène Dario Fo, Comédie-Française, un Mime et un Acrobate
- 1994 : La serva amorosa de Jean Douchet, Comédie-Française, Arlequin
- 1998 : Les Fourberies de Scapin de Molière, mise en scène Jean-Louis Benoît, Comédie-Française, Scapin
- 1998 : Tartuffe de Molière, réalisation Georges Bensoussan, Comédie-Française, Tartuffe
- 2010 : Un pied dans le crime d'Eugène Labiche, mise en scène Jean-Louis Benoît, réalisation Dominique Thiel, Gatinais

## Théâtre
- 1988 : La Femme de Molière à la Révolution, classe de Catherine Hiegel au Conservatoire national supérieur d'art dramatique

### Comédie-Française
- 1990 : L'Antiphon de Djuna Barnes, mise en scène Daniel Mesguich, Comédie-Française au Théâtre national de l'Odéon
- 1990 : Le Médecin volant de Molière, mise en scène Dario Fo
- 1990 : Le Médecin malgré lui de Molière, mise en scène Dario Fo
- 1990 :  La Mère coupable de Beaumarchais, mise en scène Jean-Pierre Vincent
- 1990 : Lorenzaccio d’Alfred de Musset, mise en scène Georges Lavaudant
- 1990 : La Vie de Galilée de Bertolt Brecht, mise en scène Antoine Vitez
- 1990 : Huis clos de Jean-Paul Sartre, mise en scène Claude Régy
- 1991 : Le Malade imaginaire de Molière, mise en scène Gildas Bourdet
- 1991 : Père d'August Strindberg, mise en scène Patrice Kerbrat
- 1992 : George Dandin de Molière, mise en scène Jacques Lassalle
- 1992 : Antigone de Sophocle, mise en scène Otomar Krejča
- 1992 : La serva amorosa de Carlo Goldoni, mise en scène Jacques Lassalle
- 1993 : Le Faiseur d'Honoré de Balzac, mise en scène Jean-Paul Roussillon
- 1993 : Aujourd’hui les Coréens de Michel Vinaver, mise en scène Christian Schiaretti, Théâtre du Vieux-Colombier
- 1994 : Hamlet de William Shakespeare, mise en scène Georges Lavaudant
- 1995 : Le Barbier de Séville de Beaumarchais, mise en scène Jean-Luc Boutté
- 1997 : Tartuffe de Molière, Comédie-Française
- 1998 : Les Fourberies de Scapin de Molière, mise en scène Jean-Louis Benoît

### Hors Comédie-Française
- 1999 : Henri V de William Shakespeare, mise en scène Jean-Louis Benoît, Festival d'Avignon, Théâtre de Saint-Quentin-en-Yvelines, Théâtre de Nîmes, Théâtre national de Toulouse Midi-Pyrénées, Théâtre de l'Aquarium, tournée
- 2000 : Henri V de William Shakespeare, mise en scène Jean-Louis Benoît, Théâtre de l'Aquarium
- 2000 : On ne refait pas l’avenir d’Anne-Marie Étienne, mise en scène de l'auteur, Théâtre des Bouffes-Parisiens
- 2003 : Le Limier d’Anthony Shaffer, mise en scène Didier Long, Théâtre de la Madeleine
- 2005 : Richard III de William Shakespeare, mise en scène Philippe Calvario, Théâtre Nanterre-Amandiers
- 2006 : Richard III de William Shakespeare, mise en scène Philippe Calvario, tournée, Théâtre des Célestins, Théâtre national de Bretagne, Théâtre national de Nice, Maison des Congrès et de la Culture
- 2007 : Du malheur d'avoir de l'esprit d'Alexandre Griboïedov, mise en scène Jean-Louis Benoît, Théâtre national de Chaillot, Théâtre des Célestins, Théâtre national de Nice, La Criée
- 2007 : Dom Juan de Molière, mise en scène Philippe Torreton, Théâtre Marigny
- 2008 : Dom Juan de Molière, mise en scène Philippe Torreton, tournée
- 2009 : Oncle Vania d’Anton Tchekhov, mise en scène Claudia Stavisky, Théâtre des Bouffes du Nord, Théâtre du Gymnase, Théâtre national de Nice, Théâtre des Célestins, tournée
- 2010 : Un pied dans le crime d'Eugène Labiche, mise en scène Jean-Louis Benoît, TNBA, tournée
- 2011 : Un pied dans le crime d'Eugène Labiche, mise en scène Jean-Louis Benoît, tournée, Théâtre de la Commune, Théâtre national de Nice, Théâtre de la Criée
- 2011 - 2012 : Hamlet de William Shakespeare, mise en scène Jean-Luc Revol, Grignan, Les Fêtes Nocturnes, tournée
- 2013 : Cyrano de Bergerac d'Edmond Rostand, mise en scène Dominique Pitoiset, tournée
- 2014 : Cyrano de Bergerac d'Edmond Rostand, mise en scène Dominique Pitoiset, Théâtre de l'Odéon
- 2016 :Cyrano de Bergerac d'Edmond Rostand, Théâtre Sébastopol de Lille, puis Théâtre de la Porte-Saint-Martin
- 2016-2017 : La Résistible Ascension d'Arturo Ui de Bertolt Brecht, Théatre de Bonlieu Annecy, Théâtre Dijon-Bourgogne, tournée scènes nationales
- 2018 : Bluebird de Simon Stephens, mise en scène Claire Devers, tournée scènes nationales, théâtre du Rond-Point
- 2019 : J'ai pris mon père sur mes épaules de Fabrice Melquiot, mise en scène Arnaud Meunier, théâtre du Rond-Point
- 2019 - 2020 : La Vie de Galilée de Bertolt Brecht, mise en scène Claudia Stavisky, La Scala, théâtre des Célestins, La Criée, tournée
- 2022 : Nous y voilà !, spectacle poétique et musical avec Richard Kolinka et Aristide Rosier, Comédie des Champs-Élysées
- 2022 : Tout mon amour de Laurent Mauvignier, mise en scène Arnaud Meunier, théâtre du Rond-Point
- 2022 : Lazzi de et mise en scène Fabrice Melquiot, théâtre des Bouffes du Nord
- 2025 : Le Funambule de Jean Genet, mise en scène Philippe Torreton, Théâtre de la Ville - Sarah Bernhardt, Friche Belle de Mai, théâtre des Célestins, tournée
- 2025 : Le Mariage de Figaro de Pierre-Augustin Caron de Beaumarchais, mise en scène Léna Bréban, La Scala Provence et Paris

### Metteur en scène
- Septembre 2007 : Dom Juan de Molière, Théâtre Marigny. Première mise en scène de Torreton dans laquelle il interprète également le rôle-titre. Jean-Paul Farré est son partenaire dans le rôle de Sganarelle. Décors d'Alain Chambon. Costumes de Bonnie Colin.
- 2025 : Le Funambule de Jean Genet, Théâtre de la Ville - Sarah Bernhardt, Friche Belle de Mai, théâtre des Célestins, tournée

## Publications
- Comme si c'était moi, éditions du Seuil, 2004, 256 p. (ISBN 978-2-02-063975-0)
- Petit lexique amoureux du théâtre, Éditions Stock, 2009, 252 p. (ISBN 978-2-234-06333-4)
- Mémé, Paris, Éditions de l'Iconoclaste, 2014, 162 p. (ISBN 978-2-913366-61-9)
- Cher François : lettres ouvertes à toi, Président, éditions Flammarion, 2015  (ISBN 978-2081334878), 220 p.
- Thank you, Shakespeare !, éditions Flammarion, 2016  (ISBN 978-2-0813-7954-1), 173 p.
- Nous qui sommes devenus le temps mauvais, éditions Le Cherche Midi, 2018  (ISBN 978-2749157740), 64 p.
- Jacques à la guerre, éditions Plon, 2018,  (ISBN 978-2-259-26364-1), 384 p.
- Une certaine raison de vivre, éditions Robert Laffont, 2021  (ISBN 978-2-221-25479-0), 320 p.
- Anthologie de la poésie française, éditions Calmann-Lévy, 2022
- Un coeur outragé, éditions Calmann-Lévy, 2024

## Distinctions

### Récompenses
- César 1997 : César du meilleur acteur pour Capitaine Conan
- Lumières 2000 : Lumière du meilleur acteur pour Ça commence aujourd'hui
- Prix du meilleur acteur étranger en Espagne pour Ça commence aujourd'hui
- Prix d'interprétation au Festival de Saint-Jean-de-Luz pour Tôt ou tard
- Valois du meilleur acteur au Festival du film francophone d'Angoulême 2011 pour Présumé Coupable
- Molières 2014 : Molière du comédien dans un spectacle de théâtre public pour Cyrano de Bergerac
- Prix du Syndicat de la critique 2014 : meilleur comédien pour Cyrano de Bergerac

### Nominations

#### César
- César 1997 : César du meilleur espoir masculin pour Capitaine Conan
- César 2000 : César du meilleur acteur pour Ça commence aujourd'hui
- César 2005 : César du meilleur acteur pour L'Équipier
- César 2012 : César du meilleur acteur pour Présumé Coupable

#### Molières
- Molières 1998 : Molière du comédien pour Les Fourberies de Scapin
- Molières 2006 : Molière du comédien pour Richard III
- Molières 2018 : Molière du comédien dans un spectacle de théâtre public pour Bluebird
- Molières 2020 : Molière du comédien dans un spectacle de théâtre public pour La Vie de Galilée
- Molières 2025 : Molière du comédien dans un spectacle de théâtre public pour Le Funambule

### Décorations
- Officier de l'ordre des Arts et des Lettres, le 10 février 2016[30] (chevalier en 1999).